# Championnat d'Irlande de football 1941-1942
Navigation
Édition précédente Édition suivante
Le Championnat d'Irlande de football en 1941-1942. Le championnat réduit à 10 clubs à la suite du retrait de Waterford est remporté par Cork United pour la deuxième fois consécutivement.

## Les 10 clubs participants
- Bohemian Football Club
- Bray Unknowns Football Club
- Brideville Football Club
- Cork United Football Club
- Drumcondra Football Club
- Dundalk Football Club
- Limerick Football Club
- Saint James's Gate Football Club
- Shamrock Rovers Football Club
- Shelbourne Football Club

## Classement
| Rang | Équipe                | Pts | J  | G  | N | P  | Bp | Bc | Diff |
| ---- | --------------------- | --- | -- | -- | - | -- | -- | -- | ---- |
| 1    | Cork United T         | 30  | 18 | 13 | 4 | 1  | 54 | 20 | +34  |
| 2    | Shamrock Rovers       | 28  | 18 | 12 | 4 | 2  | 52 | 23 | +29  |
| 3    | Shelbourne FC         | 23  | 18 | 8  | 5 | 5  | 38 | 29 | +9   |
| 4    | Dundalk FC            | 19  | 18 | 8  | 3 | 7  | 45 | 36 | +9   |
| 5    | Saint James's Gate FC | 19  | 18 | 6  | 5 | 7  | 41 | 35 | +6   |
| 6    | Brideville FC         | 17  | 18 | 5  | 7 | 6  | 29 | 44 | -15  |
| 7    | Limerick FC           | 15  | 18 | 7  | 3 | 8  | 32 | 33 | -1   |
| 8    | Bohemian FC           | 14  | 18 | 4  | 6 | 8  | 29 | 36 | -7   |
| 9    | Drumcondra FC         | 14  | 18 | 4  | 6 | 8  | 29 | 49 | -20  |
| 10   | Bray Unknowns         | 3   | 18 | 0  | 3 | 15 | 17 | 61 | -44  |

| Légende : Qualifications et relégations | Légende : Qualifications et relégations |
| --------------------------------------- | --------------------------------------- |
|                                         | Champion d'Irlande                      |
|                                         | T : Tenant du titre P : Promu           |

## Source
- (en) Alex Graham, Football in the Republic of Ireland : a Statistical Record 1921–2005, Soccer Books Ltd, novembre 2005, 142 p. (ISBN 978-1862231351).